# Кілдер (Вісконсин)
Кілдер (англ. Kildare) — місто (англ. town) в США, в окрузі Джуно штату Вісконсин. Населення — 690 осіб (2020).

## Демографія
Згідно з переписом 2010 року, у місті мешкала 681 особа в 262 домогосподарствах у складі 197 родин. Було 434 помешкання
Расовий склад населення:
| - 93,5 % — білих - 3,1 % — корінних американців - 0,3 % — азіатів - 0,1 % — чорних або афроамериканців - 1,0 % — осіб інших рас |

До двох чи більше рас належало 1,9 %. Частка іспаномовних становила 2,2 % від усіх жителів.
За віковим діапазоном населення розподілялося таким чином: 20,4 % — особи молодші 18 років, 64,8 % — особи у віці 18—64 років, 14,8 % — особи у віці 65 років та старші. Медіана віку мешканця становила 45,3 року. На 100 осіб жіночої статі у місті припадало 110,8 чоловіків;  на 100 жінок у віці від 18 років та старших — 110,1 чоловіків також старших 18 років.
Середній дохід на одне домашнє господарство  становив 77 731 долар США (медіана — 52 292), а середній дохід на одну сім'ю — 86 060 доларів (медіана — 61 000). Медіана доходів становила 39 500 доларів для чоловіків та 31 719 доларів для жінок. За межею бідності перебувало 12,3 % осіб, у тому числі 13,9 % дітей у віці до 18 років та 9,7 % осіб у віці 65 років та старших.
Цивільне працевлаштоване населення становило 285 осіб. Основні галузі зайнятості: освіта, охорона здоров'я та соціальна допомога — 16,8 %, мистецтво, розваги та відпочинок — 16,5 %, роздрібна торгівля — 15,8 %.